# Ernst Lehner
Ernst Lehner (* 7. November 1912 in Augsburg; † 10. Januar 1986 in Aschaffenburg) war ein deutscher Fußballspieler, der in den 1930er Jahren für Schwaben Augsburg und während des Zweiten Weltkrieges für Blau-Weiß 90 Berlin aktiv war. Der Stürmer absolvierte zwischen 1933 und 1942 65 Länderspiele für die deutsche Nationalmannschaft, nahm an den Weltmeisterschaften 1934 und 1938 teil und war zeitweise sowohl Rekordnationalspieler als auch -torjäger. Nach ihm ist das Heimatstadion von Schwaben Augsburg, das Ernst-Lehner-Stadion, benannt.

## Spielerkarriere
Lehner spielte als Stürmer für den TSV Schwaben Augsburg, bei dem er im Alter von acht Jahren mit dem Fußballspielen begonnen hatte. 1935 stieg er das erste Mal mit Schwaben Augsburg aus der Gauliga Bayern ab. Er blieb auch nach dem Abstieg beim TSV und stieg 1938 mit seinem Verein erneut in die Gauliga auf. Schwaben Augsburg wurde mit nur elf Punkten Tabellenletzter und stieg 1939 sofort wieder ab. Lehner wollte daraufhin zum erfolgreicheren Lokalrivalen BC Augsburg wechseln, musste aber bei den Schwaben bleiben, da Vereinswechsel im selben Ort mittlerweile untersagt worden waren. Als er 1940 als Soldat nach Berlin abkommandiert wurde, wechselte er zu Blau-Weiß 90 Berlin. Er erreichte das Halbfinale der deutschen Fußballmeisterschaft und kehrte 1942 zu Schwaben Augsburg zurück.
Nach dem Krieg spielte er von 1945 bis 1947 wieder für die Schwaben und erzielte in 58 Spielen 19 Tore. Er wechselte dann zu Viktoria Aschaffenburg, die ihm eine Arbeitsstelle im städtischen Sportamt besorgen konnte. Für Aschaffenburg bestritt er 40 Oberligaspiele, in denen er vier Tore erzielte. Dort war er noch bis Ende 1951 als Spielertrainer tätig. 1952 beendete er seine aktive Laufbahn und wurde Trainer in Aschaffenburg.
Für die Nationalmannschaft war er von 1933 bis 1942 65-mal im Einsatz. Das erste Mal wurde er am 19. November 1933 in Zürich beim 2:0-Auswärtssieg gegen die Schweiz aufgestellt. Er fiel dabei durch seine Schnelligkeit und die präzisen Flanken auf, kam aber zu keinem Torerfolg. Gleichwohl wurde er in den Kader zur Fußball-Weltmeisterschaft 1934 in Italien berufen. Dort erzielte er im Spiel um den dritten Platz am 7. Juni 1934 in Neapel beim 3:2-Sieg gegen Österreich sein erstes Tor, das bereits nach 25 Sekunden fiel, als der österreichische Tormann Peter Platzer einen Schuss von Matthias Heidemann nicht richtig abwehren konnte. Er selbst traf in der 42. Minute noch zum zwischenzeitlichen 3:1. Er erzielte in seinen Länderspielen 31 Tore und war sowohl Rekordnationalspieler des DFB vom 17. Oktober 1936 bis 7. Dezember 1941 als auch Rekordtorschütze der Kriegszeit. Am 14. April 1940 überbot er mit seinem 25. Tor den von Richard Hofmann gehaltenen Rekord. Erst am 16. November 1955 konnte ihn Fritz Walter mit 32 Treffern überholen. Sein 31. und letztes Tor, erzielt am 20. September 1942 gegen Schweden, wird aber in einigen Quellen Karl Decker zugerechnet. Bis zum 6. September 2006 gehörte er zu den Top-10-Torjägern der Nationalmannschaft, dann fiel er durch die Tore von Miroslav Klose und Michael Ballack gegen San Marino zunächst auf Platz elf zurück.
Lehner war Mitglied der Breslau-Elf, die 1937 in Breslau Dänemark mit 8:0 schlug und 1937 zehn von elf Länderspielen siegreich bestritt. Sein größter sportlicher Erfolg war der dritte Platz mit der deutschen Nationalmannschaft bei der Fußball-Weltmeisterschaft 1934 in Italien. Auch an der Fußball-Weltmeisterschaft 1938 in Frankreich nahm er teil und schied in der ersten Runde, dem Achtelfinale, nach Wiederholungsspiel gegen die Schweiz aus.

## Trainerzeit
Als Trainer betreute er u. a. von 1951 bis 1953 Viktoria Aschaffenburg, den FC Hanau 93 und den SV Darmstadt 98 von 1961 bis 1966. Danach arbeitete er als Leiter des Sportamts Aschaffenburg.

## Ehrungen
Nach Ernst Lehner ist das ca. 5000 Zuschauer fassende Ernst-Lehner-Stadion in Augsburg, die Heimspielstätte seines Stammvereins Schwaben Augsburg, benannt. Am 26. Mai 1971 erhielt er das  Bundesverdienstkreuz am Bande. Am 7. November 1972 wurde ihm für hervorragende Verdienste in der Sportführung der Ehrenbrief der Stadt Aschaffenburg verliehen.

## Lehners Länderspiele
- 55 für den TSV Schwaben Augsburg
- 10 für Blau-Weiß 90 Berlin